# Неберджаевская
Неберджа́евская — станица в Крымском районе Краснодарского края. Входит в состав Нижнебаканского сельского поселения.

## География
Станица расположена в ущелье реки Неберджай (приток Адагума), в горно-лесной зоне, в 10 км юго-западнее города Крымск. Название происходит от адыгского названия станицы и реки — адыг. Ныбэджай, что переводится как «хищный орёл». Однако топоним нуждается в дополнительном исследовании.

## История
Станица основана в 1862 году. В ночь с 3 на 4 сентября 1862 года гарнизон казачьего Георгиевского поста «Липки» (расположенного в горном ущелье за станицей), состоящий из 35 казаков 6-го пешего Кубанского батальона, принял бой с отрядом горцев около 3 тысяч человек. Бой продолжался около 2 часов. Все казаки во главе с начальником поста сотником Ефимом Горбатко погибли. В конце 19 века на пожертвования граждан в ущелье установлен Памятник погибшим казакам. В станице, на месте захоронения, установлен Поклонный Крест и дата сражения отмечается на Кубани как День Поминовения. 26 августа 2012 года по инициативе и на средства потомков в станице установлен Памятник её основателем, где высечены фамилии 153 первых казаков-переселенцев.
. Встречается написание названия Неберджайская. В 1934—1938 годах была центром Греческого национального района.
В годы Великой Отечественной войны 1941−1945 в окрестностях ст. Неберджаевской проходили ожесточенные бои, о чём свидетельствуют многочисленные обелиски и захоронения. Так, 23 августа 1942 года заместитель командира 3-й авиационной эскадрильи 628-го истребительного авиационного полка младший лейтенант Шуваев Тимофей Иванович будучи ведущим звена самолётов И-16 произвел штурмовку войск противника в районе станицы Неберджаевская Крымского района Краснодарского края. В результате штурмовки было уничтожено 2 танка, 10 автомашин с грузами и до взвода пехоты противника. В процессе атаки был подбит огнем зенитной артиллерии противника и совершил огненный таран, направив горящий самолёт на огневую точку зенитной артиллерии фашистов. Посмертно награждён орденом Отечественной войны I степени. Похоронен в с.п. Нижнебаканское станица Неберджаевская (№ 2927).

## Население
| 1999 | 2002  | 2010  |
| ---- | ----- | ----- |
| 2157 | ↘1685 | ↗1791 |

В 1990-х годах в станице стали селиться турки-месхетинцы. В это время численность населения станицы, значительно выросла и составляла около 2500 чел.
В настоящее время Неберждаевская является местом компактного проживания курдов-езидов, имеется только несколько семей курдов-мусульман.